# ГЕС Лункоу
ГЕС Лункоу (龙口水电站) — гідроелектростанція на півночі Китаю у провінції Шаньсі. Знаходячись між ГЕС Wànjiāzhài (вище по течії) та ГЕС Tiānqiáo, входить до складу каскаду на одній з найбільших річок світу Хуанхе.
В межах проекту річку перекрили бетонною гравітаційною греблею висотою 51 метр та довжиною 420 метрів. Вона утримує водосховище із об'ємом 195,7 млн м3 (корисний об'єм 70,5 млн м3) та нормальним рівнем поверхні на позначці 898 метрів НРМ.
Інтегрований у греблю машинний зал обладнали чотирма турбінами типу Каплан потужністю по 100 МВт, які використовують напір від 24 до 36 метрів (номінальний напір 31 метр). Крім того, існує один невеликий гідроагрегат з турбіною типу Френсіс потужністю 20 МВт. За рік комплекс забезпечує виробництво 1,3 млрд кВт-год електроенергії.
Видача продукції відбувається по ЛЕП, розрахованій на роботу під напругою 220 кВ.